# 安东尼奥·巴伊莱蒂

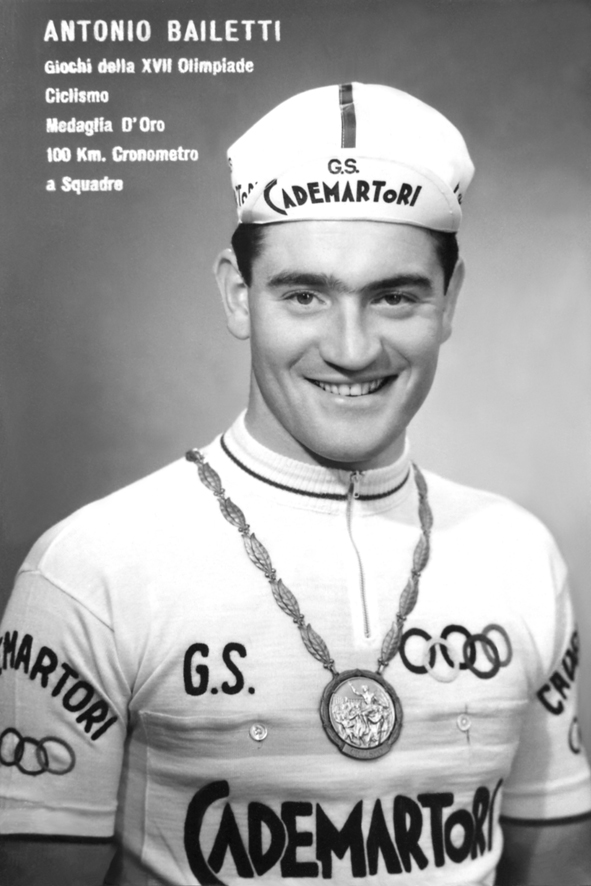
安东尼奥·巴伊莱蒂

安东尼奥·巴伊莱蒂（義大利語：Antonio Bailetti，1937年9月29日—），意大利男子自行车运动员。他曾代表意大利参加1960年夏季奥林匹克运动会自行车比赛，获得男子团体计时赛金牌。